# Jane Remover
Jane Remover (Nova Jersey, 26 de setembro de 2003; anteriormente conhecida como dltzk), é uma produtora musical estadunidense. É conhecida por seu álbum de estreia, Frailty (2021), e por ser a pioneira do microgênero dariacore no SoundCloud através de seu álbum de mesmo nome lançado sob o pseudônimo leroy.

## Biografia
Remover cresceu com seus pais e irmã gêmea no norte de Nova Jersey. Frequentou o The College of New Jersey por um semestre antes de sair para se dedicar à música em tempo integral. Se assumiu publicamente como uma mulher trans em 2022 e usa os pronomes they e she.

## Carreira
Remover tem interesse em produção musical desde 2011, inspirada por produtores de dubstep como Skrillex, Kill The Noise e Virtual Riot. Em meados de 2010, produziu diferentes estilos de electronic dance music (EDM), citando Porter Robinson como sua maior influência. Por volta de 2018, a produção de Remover tornou-se mais centrada em trap, citando Trippie Redd, Earl Sweatshirt e Tyler, the Creator como inspirações. Guest production se tornou muito presente no início de sua carreira, com ela sendo membro de vários coletivos do SoundCloud, como PlanetZero e Graveem1nd. Sua produção tornou-se gradualmente mais orientada ao digicore.
No final de 2019, Remover começou a produzir e lançar seus próprios trabalhos no SoundCloud. Um de seus primeiros lançamentos solo, "What's My Age Again?", ganhou popularidade depois de ser compartilhado no Twitter. Seu EP de estreia, Teen Week, foi lançado em 26 de fevereiro de 2021 sob o pseudônimo dltzk. A faixa "Homeswitcher", com Kmoe, alcançou 100 mil streams no SoundCloud nas duas primeiras semanas de seu lançamento.
Remover lançou seu álbum de estreia, Frailty, através da DeadAir Records em 12 de novembro de 2021. Foi classificado em 47.º lugar na lista de melhores álbuns de 2021 da Pitchfork e colocado em sua lista de melhores músicas de pop progressivo de 2021. Também foi colocado na lista da Paste dos 30 melhores álbuns de estreia do ano.
Em 27 de junho de 2022, Remover anunciou a aposentadoria do pseudônimo dltzk e introduziu o nome Jane Remover. Na mesma data, lançou o single "Royal Blue Walls". Segundo ela, "o nome artístico dltzk nunca caiu bem comigo" e "lembra de um período da minha vida que gostaria de deixar para trás".

### leroy
Sob o pseudônimo leroy, Remover criou mashups de EDM com grande uso de samples. Esses lançamentos samplearam uma ampla gama de sons, incluindo canções pop dos anos 2010, vídeos virais e até as próprias músicas da artista. Lançou álbuns com o título de "dariacore", com a arte da capa de cada álbum sendo capturas de tela da série de televisão Daria, popularizando o uso do termo "dariacore" para descrever o estilo de produção único que Remover usou para esses lançamentos. O primeiro álbum foi lançado em 14 de maio de 2021. Desde então, os álbuns Dariacore inspiraram muitos artistas a adotar um estilo de produção semelhante, lançando faixas curtas de EDM baseadas em samples com temas da mídia popular. De acordo com Raphael Helfand, da The Fader, Dariacore "é um gênero inteiro por si só, levando as tendências mais tolas do hyperpop às suas conclusões lógicas". O terceiro e último álbum da série foi lançado em maio de 2022.

## Discografia
Como Jane Remover
- Frailty (2021)
- Census Designated (2023)
- Revengeseekerz (2025)

Como leroy
- Dariacore (2021)
- Dariacore 2: Enter Here, Hell to the Left (2021)
- Dariacore 3... At Least I Think That's What It's Called? (2022)
- Grave Robbing (2023)